# 97069 Stek
97069 Stek este un asteroid din centura principală de asteroizi.

## Descriere
97069 Stek este un asteroid din centura principală de asteroizi. A fost descoperit pe 12 noiembrie 1999 la Gnosca de Stefano Sposetti. Asteroidul prezintă o orbită caracterizată de o semiaxă mare de 2,61 ua, o excentricitate de 0,06 și o înclinație de 8,6° în raport cu ecliptica.